# Jorge Echavarría
Jorge Arturo Echavarría Alemán (ur. 18 stycznia 1988 w Río Bravo) – meksykański piłkarz występujący na pozycji lewego pomocnika.

## Kariera klubowa
Echavarría rozpoczynał swoją grę w piłkę w akademii juniorskiej klubu Chivas de Guadalajara, skąd później przeniósł się do zespołu Atlante FC. W żadnej z tych drużyn nie potrafił się jednak przebić do seniorskiej ekipy, występując najwyżej w drugoligowych rezerwach Atlante o nazwie Real de Colima. Na początku 2009 roku udał się na wypożyczenie do pierwszoligowego Indios de Ciudad Juárez, w którego barwach zadebiutował w meksykańskiej Primera División za kadencji urugwajskiego szkoleniowca Héctora Hugo Eugui, 16 stycznia 2009 w wygranym 2:1 spotkaniu z Estudiantes Tecos. Po upływie pół roku został wykupiony przez władze klubu na stałe, a na koniec rozgrywek 2009/2010 spadł z Indios do drugiej ligi, pełniąc jednak głównie rolę rezerwowego. Na zapleczu najwyższej klasy rozgrywkowej został podstawowym graczem zespołu, jednak wraz z końcem 2011 roku jego klub został rozwiązany, a on sam przeszedł wówczas do innego drugoligowca – ekipy Altamira FC, której barwy reprezentował bez większych sukcesów przez sześć miesięcy. W lipcu 2012 powrócił do pierwszej ligi meksykańskiej, podpisując umowę z tamtejszym zespołem Querétaro FC.
Nie potrafiąc na dłuższą metę wywalczyć sobie miejsca w wyjściowym składzie, wiosną 2014 Echavarría został wypożyczony do drugoligowego Delfines del Carmen, gdzie spędził sześć miesięcy, jednak również wyłącznie w roli rezerwowego.
| Sezon     | Klub                    | Kraj   | Rozgrywki  | Mecze | Bramki |
| --------- | ----------------------- | ------ | ---------- | ----- | ------ |
| 2006/2007 | Real de Colima          | Meksyk | Ascenso MX | 1     | 0      |
| 2007/2008 | Real de Colima          | Meksyk | Ascenso MX | 26    | 2      |
| 2008/2009 | Real de Colima          | Meksyk | Ascenso MX | 12    | 0      |
| 2008/2009 | Indios de Ciudad Juárez | Meksyk | Ascenso MX | 8     | 0      |
| 2009/2010 | Indios de Ciudad Juárez | Meksyk | Ascenso MX | 18    | 0      |
| 2010/2011 | Indios de Ciudad Juárez | Meksyk | Ascenso MX | 30    | 5      |
| 2011/2012 | Indios de Ciudad Juárez | Meksyk | Ascenso MX | 10    | 0      |
| 2011/2012 | Altamira FC             | Meksyk | Ascenso MX | 6     | 0      |
| 2012/2013 | Querétaro FC            | Meksyk | Liga MX    | 20    | 0      |
| 2013/2014 | Querétaro FC            | Meksyk | Liga MX    | 0     | 0      |
| 2013/2014 | Delfines del Carmen     | Meksyk | Ascenso MX | 7     | 0      |
| 2014/2015 | Querétaro FC            | Meksyk | Liga MX    |       |        |